# Anita (Iowa)
Anita es una ciudad situada en el condado de Cass, Estado de Iowa, Estados Unidos. Según el censo de 2000 tenía una población de 1.049 habitantes.

## Demografía
Según el censo de 2000, había 1.049 personas, 454 hogares y 285 familias residiendo en la localidad. La densidad de población era de 236,32 hab./km². Había 492 viviendas con una densidad media de 111,1 viviendas/km². El 99,24% de los habitantes eran blancos, el 0,19% amerindios, el 0,10% asiáticos y el 0,48% pertenecía a dos o más razas. El 0,48% de la población eran hispanos o latinos de cualquier raza.
Según el censo, de los 454 hogares, en el 26,4% había menores de 18 años, el 51,1% pertenecía a parejas casadas, el 9,3% tenía a una mujer como cabeza de familia, y el 37,2% no eran familias. El 33,7% de los hogares estaba compuesto por un único individuo, y el 19,2% pertenecía a alguien mayor de 65 años viviendo solo. El tamaño promedio de los hogares era de 2,21 personas, y el de las familias de 2,81.
La población estaba distribuida en un 21,5% de habitantes menores de 18 años, un 6,9% entre 18 y 24 años, un 24,0% de 25 a 44, un 22,0% de 45 a 64, y un 25,5% de 65 años o mayores. La media de edad era 44 años. Por cada 100 mujeres había 92,1 hombres. Por cada 100 mujeres de 18 años o más, había 83,3 hombres.
Los ingresos medios por hogar en la localidad eran de 28.984 dólares ($), y los ingresos medios por familia eran 42.578 $. Los hombres tenían unos ingresos medios de 28.393 $ frente a los 20.223 $ para las mujeres. La renta per cápita para la ciudad era de 15.672 $. El 8,1% de la población y el 5,5% de las familias estaban por debajo del umbral de pobreza. El 8,9% de los menores de 18 años y el 10,5% de los habitantes de 65 años o más vivían por debajo del umbral de pobreza.

## Geografía
Según la Oficina del Censo de los Estados Unidos, la localidad tiene un área total de 4,44 km², la totalidad de los cuales corresponden a tierra firme.